# La mia nemica amatissima
La mia nemica amatissima è il sedicesimo album del cantante italiano Gianni Morandi, pubblicato su vinile a 33 giri dall'etichetta discografica RCA Italiana nel 1983.

## Descrizione
Dopo alcuni anni di relativa crisi professionale e commerciale avvenuta nel decennio precedente, Morandi ritorna al grande successo grazie all'interessamento di Mogol e Shel Shapiro, grandi amici del cantante che decidono di produrre per lui l'album Morandi.
Dopo il grande successo di Canzoni stonate, Morandi partecipa al Festival di Sanremo 1983 con il brano La mia nemica amatissima, brano scritto dallo stesso Morandi in coppia con Mogol e Rosario Bella, fratello di Gianni.
Il successo del brano va oltre le aspettative, classificandosi all'ottavo posto nella classifica finale della kermesse canora, ed in via del tutto sperimentale, parallelamente alla classifica ufficiale, viene stilata una graduatoria con i voti popolari collegati al concorso Totip. Tale classifica non ha valore ufficiale, ma viene semplicemente confrontata con quella ufficiale per osservare quanto l'ipotetico voto popolare sia in accordo con quello delle giurie. La graduatoria del 1983, non ufficiale, vede vincitore Toto Cutugno con L'italiano mentre il secondo posto è occupato proprio da Morandi con La mia nemica amatissima.
Il singolo fu anche un grande successo commerciale, che riportò Morandi nella top ten dei singoli più venduti da cui era assente dal 1976 con il singolo Sei forte papà, tanto da spingere la casa discografica a stampare in fretta e furia un nuovo album a pochi mesi di distanza dal precedente, per sfruttare il successo del singolo, riciclando alcuni dei brani presenti nell'album del 1982 Morandi. Furono mantenute Marinaio, Canzoni stonate e Solo all'ultimo piano, ed inseriti i nuovi brani tra cui, oltre alla canzone sanremese e relativo lato b, Tu o non tu, anche i brani Mariù, Non mi dire di no, e Fumo negli occhi, che erano stati precedentemente pubblicati solo come 45 giri.

## Edizioni
L'album è stato pubblicato dalla RCA Italiana con numero di catalogo ML 31685 in LP e musicassetta. Del disco non esiste una versione in CD, in digitale o per le piattaforme streaming, seppure molte delle canzoni presenti nell'album siano state inserite in diverse raccolte.
L'album vide una grande distribuzione anche all'estero, in paesi quali Spagna, Argentina e U.R.S.S.. In quest'ultimo paese in particolare l'album ebbe numerose ristampe, anche grazie al fatto che nell'estate dell'83 Morandi si recò in tour nell'Unione Sovietica dove fu accolto con particolare calore. Morandi regalò un gran numero di copie dei suoi dischi al paese affinché il ricavato fosse devoluto al centro per la pace nel mondo. Per questo motivo fu insignito di una onorificenza al valore civile.

## Tracce
Lato A
1. La mia nemica amatissima (Mogol/Gianni Bella, Rosario Bella, Gianni Morandi)
2. Marinaio (Mogol/Gianni Bella)
3. Canzoni stonate (Mogol/Aldo Donati)
4. Mariù (Ron, Francesco De Gregori)

Lato B
1. Fumo negli occhi (Calibi)
2. Tu o non tu (Mogol/Gianni Bella, Rosario Bella, Gianni Morandi)
3. Solo all'ultimo piano (Mogol/Amedeo Minghi)
4. Non mi dire di no (Franco Migliacci/Marco Manusso, Gianni Morandi)